# Tubiporella boninensis
Tubiporella boninensis är en mossdjursart som beskrevs av John Borg 1940. Tubiporella boninensis ingår i släktet Tubiporella och familjen Didymosellidae. Inga underarter finns listade i Catalogue of Life.